# Rudiment (Schlagzeug)
Rudiments sind elementare Grundübungen für das Spiel auf Membranophonen wie der Kleinen Trommel. Sie sind häufig Bestandteil komplexer Rhythmen, werden jedoch zur Förderung der technischen Fertigkeiten des Trommlers auch einzeln geübt.

## Entwicklung
Die Ursprünge der Schlagzeug Rudiments gehen auf die Tradition der Trommler und Pfeifer zurück, die in Süddeutschland in den Zeiten der Landsknechte im 16. Jahrhundert als sogenanntes „Spil“ militärische Signale und Marschbefehle gaben, siehe dazu auch Morgestraich an der Basler Fasnacht. Die Trommeln wurden gemeinsam mit Flöten genutzt, um den Takt beim Marschieren vorzugeben, die Truppe vor herannahenden feindlichen Verbänden zu warnen oder Verurteilte zum Richtplatz zu begleiten. Die hierbei verwendeten Schlagfolgen bildeten die Grundlage für die Rudiments der Kleinen Trommel.
In Deutschland entwickelte sich bis zum späten 18. Jahrhundert ein eigenständiges Trommelsystem, wie die 1777 erschienene Anweisung zum Trommel-Spiel zeigt. Das System wurde von der rechten Hand dominiert und enthielt nur etwa 14 Standard-Rudimente, wie den Druckruf und den Doppelwirbel. Dieser preußische Trommelstil unterschied sich von den regionalen rudimentären Praktiken in Bayern, obwohl Bayern ein Teil des modernen Deutschlands war, und galt auch nicht in Hannover, das für einen längeren Zeitraum Teil des britischen Empire war und daher britische Trommelidiome verwendete.
Die Bezeichnung Rudiments als standardisierte Schlagfolgen erwähnte der amerikanische Drum Major Charles Stewart Ashton in einem Buch zur Systematisierung des Trommelspiels „A new, Useful and Complete System of Drum Beating“. Die US-amerikanische National Association of Rudimental Drummers (N.A.R.D) legte in den 1930er-Jahren 26 Übungen als „American Standard Rudiments“ fest. Sie dienen vor allem dem Spiel in der Militärmusik, doch konnten sich einige populäre Figuren wie „Long Roll“ (Wirbel), Paradiddle oder Mühle auch in der modernen Rock-, Pop- und Fusion-Musik durchsetzen. Die Percussive Arts Society (PAS) ergänzte später die ursprünglichen 26 N.A.R.D. Rudiments um 14 weitere Übungen, so dass man heute in der Regel, wenn von Rudiments gesprochen wird, die „40 international drum rudiments“ meint.

## Snare Drum Rudiments
(N.A.R.D. Standard Rudiments von 1933)

### 13 wesentliche Rudiments
- Double stroke open roll
- Five stroke roll
- Seven stroke roll
- Flam
- Flam accent
- Flam paradiddle
- Flamacue
- Drag (half drag or ruff)
- Single drag tap
- Double drag tap
- Double paradiddle
- Single ratamacue
- Triple ratamacue

### Zusätzliche 13 Rudiments
- Single stroke roll
- Nine stroke roll
- Ten stroke roll
- Eleven stroke roll
- Thirteen stroke roll
- Fifteen stroke roll
- Flam tap
- Single paradiddle
- Drag paradiddle No. 1
- Drag paradiddle No. 2
- Flam paradiddle-diddle
- Lesson 25
- Double ratamacue

### Weitere 14 Rudiments
(Ergänzungen der Percussive Arts Society)
- Single stroke four
- Single stroke seven
- Multiple bounce roll
- Triple stroke roll
- Six stroke roll
- Seventeen stroke roll
- Triple paradiddle
- Single paradiddle-diddle
- Single flammed mill
- Pataflafla
- Swiss Army triplet
- Inverted flam tap
- Flam drag
- Single dragadiddle